# Subestación 7
La Subestación 7 (en inglés, Substation 7) es una subestación de tracción ubicada en el número 1782 de la Tercera Avenida, a la altura de la Calle 99, en el Upper East Side de Manhattan. La Manhattan Railway Company la construyó para electrificar las líneas elevadas de las avenidas Segunda, Tercera y Novena. Sirvió como fuente de energía para la Línea de la Avenida Lexington desde 1918 hasta la década de 1970. Originalmente convertía la potencia de corriente alterna a 25 Hz procedente de la central eléctrica de la Calle 74, a corriente continua para los motores eléctricos.

## Lugar Histórico
La subestación es propiedad de la Autoridad Metropolitana del Transporte (MTA) y está incluida desde el año 2006 en el Registro Nacional de Lugares Históricos.